# Ali Al-Nono
Ali Al-Nono, de son nom complet Ali Mohammed Al-Nono (arabe : علي النونو), est un footballeur international yéménite, né le 7 juin 1980 à Sanaa au Yémen qui évolue au poste d'attaquant. Il  est le meilleur buteur de l'équipe du Yémen, ainsi que le meilleur buteur de l'histoire du championnat yéménite et du club d'Al-Ahli.

## Biographie

### Carrière internationale
Ali Al-Nono est convoqué pour la première fois par le sélectionneur national Salem Abdel Rahman en 2000. Le 10 février 2000, il marque son premier but en équipe du Yémen lors d'un match des éliminatoires de la Coupe d'Asie 2000 contre le Népal (victoire 3-0).
Avec 29 buts, il est le meilleur buteur de l'histoire de la sélection yéménite. Il était le capitaine de l'équipe du Yémen jusqu'en 2010.

## Palmarès

### En club
- Al-Ahli :
  - Champion du Yémen en 1999, 2000 et 2001.
  - Vainqueur de la Coupe du Yémen en 2001, 2004 et 2009.

- Al-Merreikh :
  - Vainqueur de la Coupe du Soudan en 2005.

### Récompenses
- Meilleur buteur de l'histoire du Championnat du Yémen avec 163 buts.
- Meilleur buteur du Championnat du Yémen en 2001 (24 buts) et 2008 (11 buts).